# Gerard Way
Gerard Arthur Way (Newark, 9 april 1977) is een Amerikaans muzikant en stripboekenschrijver. Hij is voornamelijk bekend als oprichter en zanger van My Chemical Romance. Daarnaast is hij een van de bedenkers van de stripboekenseries  "The True Lives of the Fabulous Killjoys" en "The umbrella Academy" waar later een Netflix serie is gemaakt.
Way werd geboren in Newark, maar verhuisde later naar Belleville, eveneens in New Jersey. Way is van Schotse en Italiaanse afkomst. Zijn zangcarrière begon al toen hij in "fourth grade" zat en hij Peter Pan speelde in dit toneelstuk. Zijn grootmoeder Elena Lee Rush hielp hem met zingen en maakte zijn kostuum inclusief de groene maillot. Maar Way keerde het zingen zijn rug toe: "Ik wil niet dat vreemde zangertje zijn, ik hou meer van stripboeken en Iron Maiden."
Hij slaagde op de School of Visual Arts in New York voor striptekenen.
Way was zanger van de bands Nancy Drew en Raygun Jones, voordat hij met zijn broer Mikey Way (bassist) in 2001 My Chemical Romance oprichtte.
De naam van de band kwam echter van Mikey Way. Hij kwam op het idee door een boek van Irvine Welsh, genaamd Ecstasy: Three Tales of Chemical Romance. In 2002 kwam hun eerste album uit: I Brought You My Bullets, You Brought Me Your Love. In 2004 kwam het album Three Cheers For Sweet Revenge uit, waarop het nummer Helena over zijn toen net overleden grootmoeder. In oktober 2006 kwam het album The Black Parade uit en in 2010 het album Danger Days, The True Lives Of The Fabulous Killjoys.

## Solo
Na het uiteenvallen van My Chemical Romance begon Way aan een solocarrière. In 2014 bracht hij zijn debuut soloalbum uit, getiteld Hesitant Alien. Het album kreeg positieve recensies en toonde zijn liefde voor britpop en alternatieve rock. Way experimenteerde met verschillende stijlen en geluiden. Voor het tweede seizoen van The Umbrella Academy heeft Way voor de titelsong gezorgd.

## Stripboeken en The Umbrella Academy
Naast muziek heeft Way altijd een sterke band gehad met de wereld van stripboeken. In 2007 debuteerde hij als stripboekenschrijver met The Umbrella Academy, een serie over een disfunctionele familie van superhelden. De strip ontving in 2008 een Eisner Award voor Beste Finite Series/Limited Series.
In 2019 werd The Umbrella Academy aangepast tot een Netflix-serie, waar Way ook nauw bij betrokken was. De serie werd wereldwijd een hit.

## Persoonlijk
In 2007 trouwde Way met Lyn-Z  (Lindsey Ann Ballato) (bassist van Mindless Self Indulgence). Way was jarenlang verslaafd aan drugs en alcohol. Na zijn tournee Three Cheers For Sweet Revenge lukte het hem om af te kicken en was hij van zijn verslaving af. In 2009 werd hij vader van een dochter.

## Discografie
| Single met hitnotering(en) in de Vlaamse Ultratop 50 | Datum van verschijnen | Datum van binnenkomst | Hoogste positie | Aantal weken | Opmerkingen  |
| ---------------------------------------------------- | --------------------- | --------------------- | --------------- | ------------ | ------------ |
| Professional griefers                                | 2012                  | 29-09-2012            | tip89*          |              | met Deadmau5 |